# Hôtel Barbette
Hôtel Barbette byl městský palác v Paříži v historické čtvrti Marais v dnešním 3. obvodu. Jeho pozemky se rozkládaly přibližně mezi ulicemi Rue Vieille-du-Temple, Rue des Francs-Bourgeois, Rue Payenne a Rue du Parc-Royal. V paláci přebývaly např. Isabela Bavorská nebo Diana de Poitiers. Palác zanikl v 16. století a na jeho místě vznikla ulice Rue Barbette.

## Historie
Území se původně nacházelo na severovýchodě Paříže za městskými hradbami Filipa II. Augusta, ke kterému se přicházelo bránou Poterne Barberne. Tato zemědělská oblast vznikala od 11. století, kdy mniši vysušovali místní močály. Nacházela se mezi pozemky templářského chrámu a Culture Sainte-Catherine.
Na počátku 14. století si zde prévôt des marchands Étienne Barbette (asi 1250–1321) postavil původně jednoduchý venkovský dům. Koncem roku 1306 dům vyplenil vzbouřený dav kvůli devalvaci měny, o které rozhodl Filip IV. Sličný. Král poté nechal pověsil 26 vzbouřenců a vystavit jejich těla u každé městské brány. Když v roce 1321 Étienne Barbette zemřel, byl jeho majetek prodán.
Ve druhé polovině 14. století si zde zřídil venkovské sídlo královský pokladník Nicolas de Mauregard. Dům získal v roce 1390 Jean de Montaigu (asi 1349–1409), pokladník, komorník a správce krále Karla VI. Palác nechal poté přestavět a rozšířit. Kolem roku 1401 jej prodal králi. Francouzská královna Isabela Bavorská se do paláce Barbette přestěhovala, aby unikla záchvatům šílenství svého manžela Karla VI., který žil v nedalekém paláci Saint-Pol. V roce 1407 zde královna porodila syna, který získal jméno Philippe, ovšem dítě po několika hodinách zemřelo. Královnu v jejím zármutku přišel navštívit králův bratr Ludvík z Valois. Ten se cestou zpět stal obětí spiknutí a byl v Rue Vieille-du-Temple přepaden. Po této vraždě královna definitivně opustila palác Barbette a nabídla jej k prodeji.
Palác poté přešel do majetku rodu Brezé a Diana z Poitiers ho získala od svého manžela Louise de Brézé (1463-1531), senešala Normandie. Diana zde následně přijímala návštěvy svého milence Jindřicha II. Palác byl přestavěn a zvětšen. Architektonický doklad z tohoto období lze vidět na rohu Rue des Francs-Bourgeois a Rue Vieille-du-Temple. Jedná se o věžovitý arkýř ve stylu pozdní gotiky postavený kolem roku 1510, který součástí dnešního paláce Hérouet.
Palác poté získal pokladník Ludvíka XII., Jean Herouet. Po jeho smrti zdědily nemovitost jeho dcery, které ji v roce 1561 dále rozdělily a rozprodaly. Během 16. století tak palác vzhledem k postupným přestavbám postupně zmizel. Na jeho místě vznikly nové stavby a Rue Barbette založená roku 1563.